# Lista de éxitos musicales

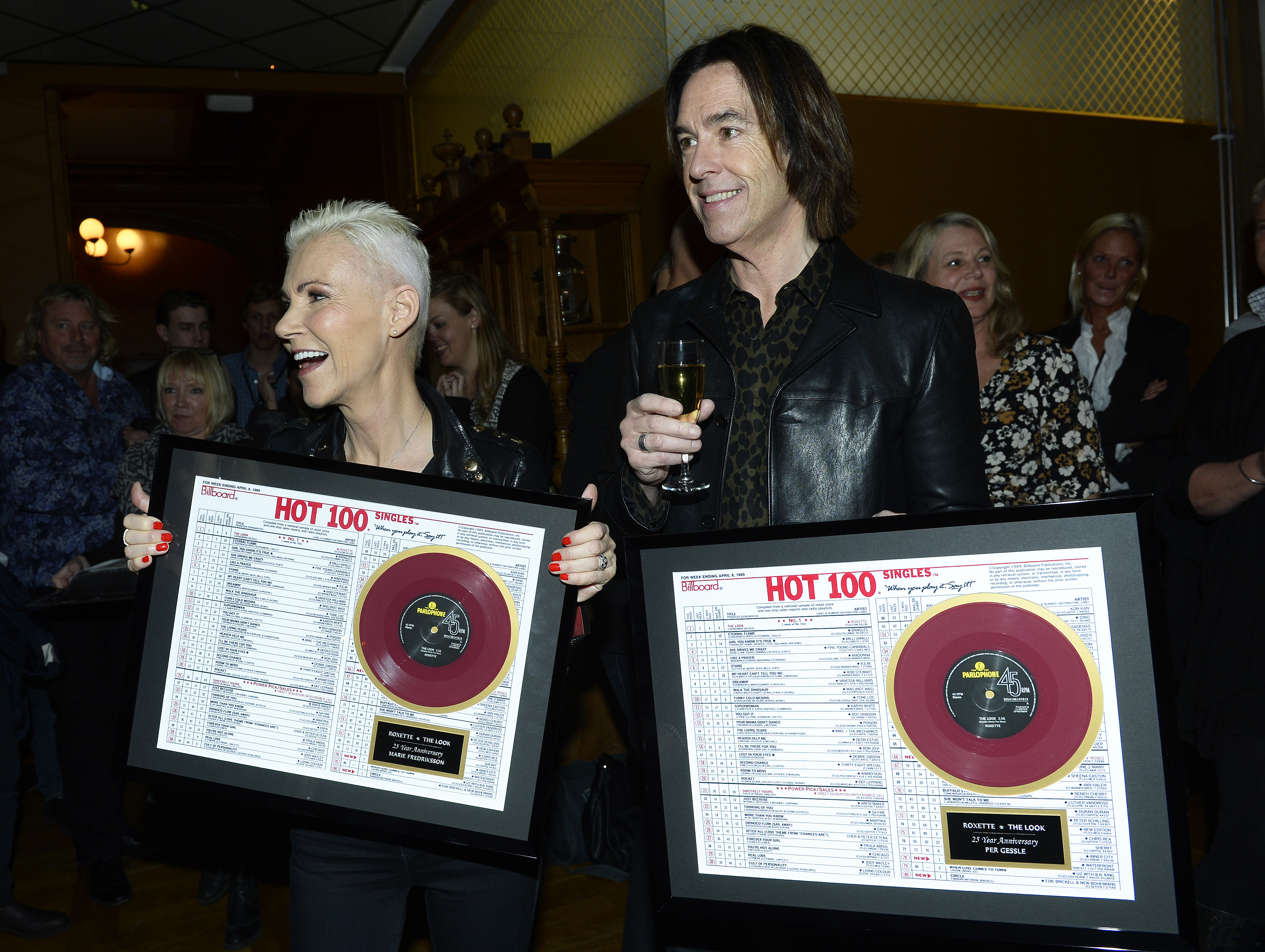
Roxette (Marie Fredriksson y Per Gessle) celebran el 25 aniversario de que su sencillo "The Look" alcanzara el primer puesto del Billboard Hot 100.

Una lista de éxitos musicales (en inglés: music chart) es una manera de medir la popularidad de los lanzamientos musicales. Cada lista utiliza diferentes métricas para medir los éxitos y, en ocasiones, los criterios para crear las listas son cambiados con el tiempo.
Algunas listas musicales son específicas de un género musical particular y la mayoría están centradas en una ubicación geográfica determinada. El período de tiempo más común cubierto por las listas es una semana. Algunas listas son el resumen de años y décadas que se calculan a partir de las listas semanales. Este tipo de listas se han convertido en una forma de medir el éxito comercial de las canciones individuales.

## Éxito musical

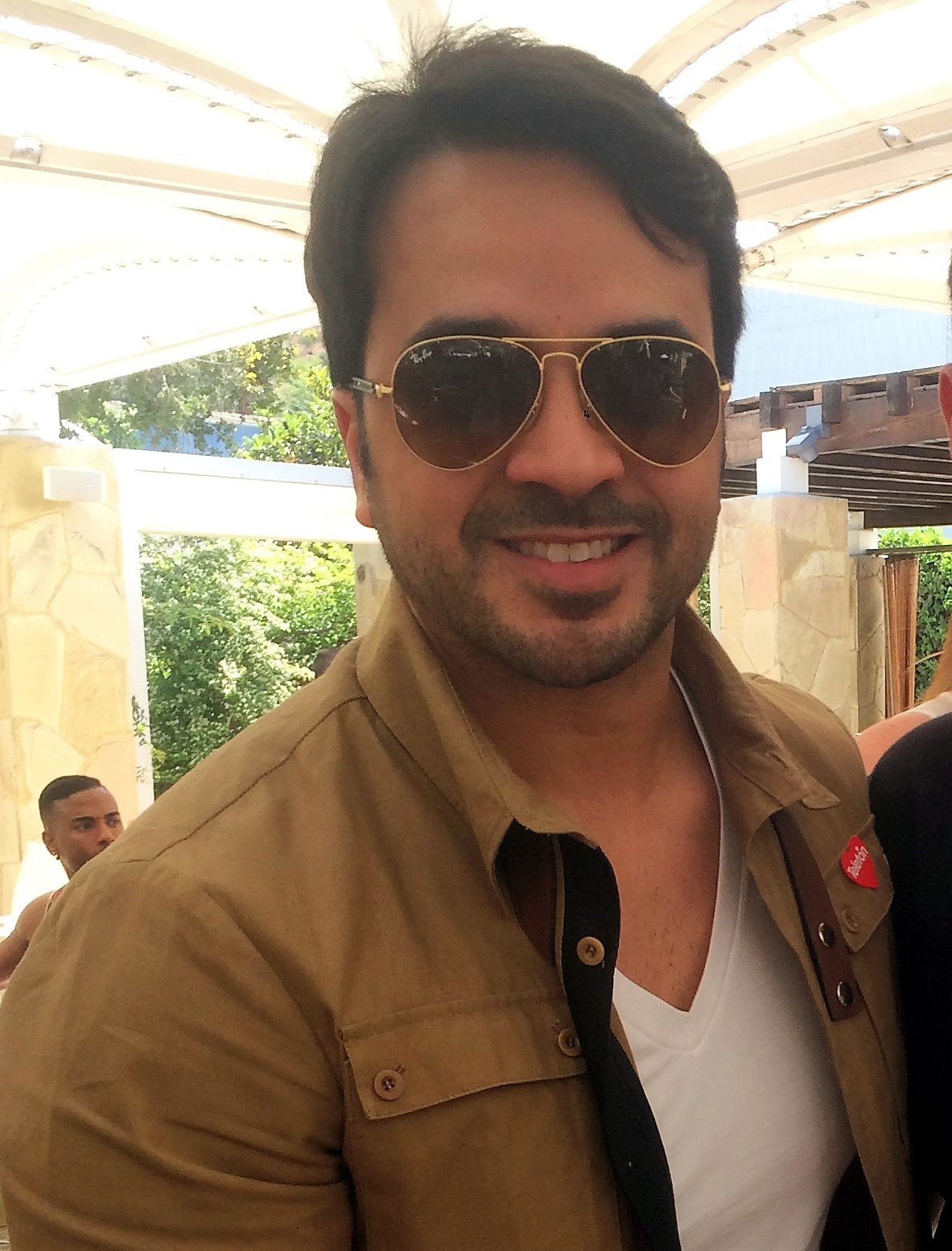
Luis Fonsi -en esta foto en 2015- con su canción Despacito, de 2016, encabeza la lista de Sencillos más vendidos en formato digital en España.

Un éxito musical es una grabación, identificada por su inclusión en una lista de éxitos que utiliza las ventas u otros criterios para clasificar los lanzamientos populares, que alcanza un alto nivel de popularidad en comparación con otras canciones en el mismo período de tiempo. El término "número uno" y otros términos relacionados (como "número uno", "éxito número 1", "en lo más alto de las listas", "éxito en las listas", etc.) se utilizan mucho en el lenguaje coloquial y en el marketing, y su definición no es muy precisa. Debido a su valor en la promoción de artistas y lanzamientos, tanto directamente al consumidor como fomentando la exposición en radio, TV y otros medios, el posicionamiento en las listas ha sido durante mucho tiempo objeto de escrutinio y controversia. La metodología de compilación de las listas y las fuentes de datos varían, desde las "listas de moda" (basadas en opiniones de varios expertos y tastemakers), hasta las listas que reflejan datos empíricos como las ventas al por menor. Por lo tanto, un éxito de ventas puede ser cualquier cosa, desde una elección interna hasta un éxito arrollador de ventas. La mayoría de las listas de éxitos que se utilizan para determinar la popularidad actual se basan en datos mensurables.
Las frases Hits musicales, tops musicales y otros términos relacionados se utilizan en la conversación común y en marketing. 
La revista comercial estadounidense Billboard introdujo la lista Hot 100 el 4 de agosto de 1958. Según Joel Whitburn, fue la primera lista de éxitos de EE. UU. en "integrar completamente los singles pop más vendidos y reproducidos". Desde 1958 hasta 1991, Billboard elaboró la lista a partir de las listas de reproducción comunicadas por las emisoras de radio y encuestas a los puntos de venta. Antes de 1958, se publicaron varias listas, entre ellas "Best Sellers in Stores", "Most Played by Jockeys" (más tarde revivida bajo el nombre Hot 100 Airplay), y "Most Played in Juke Boxes", y, en posteriores recopilaciones de éxitos, se solía informar del puesto más alto del disco en cualquiera de esas listas. El 30 de noviembre de 1991, Billboard introdujo un nuevo método para determinar la lista Hot 100, "mediante una combinación de emisiones radiofónicas reales supervisadas electrónicamente por Nielsen Broadcast Data Systems (BDS),</ref> listas de reproducción adicionales de emisoras de mercados pequeños e información real de puntos de venta proporcionada por Nielsen SoundScan". Hasta 1998, cualquier canción incluida en la lista tenía que estar disponible físicamente como single.

### Controversia de las listas de éxitos
Debido a su valor en la promoción de artistas de grabación y lanzamientos, tanto directamente al consumidor, como al alentar la exposición en la radio, la televisión y otros medios, el posicionamiento de las listas ha sido objeto de escrutinio y controversia. La metodología de compilación de las listas y las fuentes de datos varían, desde las "listas de popularidad" (basados en opiniones de varios expertos y creadores de tendencias) hasta listas que reflejan datos empíricos como las ventas minoristas. Por lo tanto, una lista de éxitos puede ser cualquier cosa, aunque la mayoría de las listas que se utilizan para determinar la popularidad de los éxitos en la actualidad se basan en datos medibles.
El rendimiento de la tabla de grabación es inherentemente relativo, ya que clasifican las canciones, los álbumes y los registros en comparación entre sí al mismo tiempo, a diferencia de los métodos de certificación de ventas de grabación de música, que se miden en números absolutos. Comparar las posiciones de las listas de canciones en diferentes momentos, por lo tanto, no proporciona una comparación precisa del impacto general de una canción. La naturaleza de la mayoría de las listas, particularmente las listas semanales, también favorece las canciones que se venden muy bien durante un breve período; por lo tanto, una canción que solo es brevemente popular puede aparecer más alta que una canción que vende más copias a largo plazo, pero más lentamente. Como resultado, el sencillo más exitoso de una banda puede no ser su sencillo más vendido.

## Medición
Los datos para crear las listas de éxitos musicales proviene de diferentes fuentes, como son el número de ventas, el número de veces que una canción suena en la radio, el número de veces que una canción o un álbum se ha descargado, y otros criterios. Algunas listas son a veces creadas para un tipo concreto de género musical, por ejemplo Top 10 Rock Songs.

## Listas musicales más relevantes
La lista más importante del mundo es la Billboard Hot 100, proveniente de Estados Unidos. Esta lista se realiza con información recopilada por Nielsen a partir de las audiencias en radio de las canciones, las ventas a través de retailers, y los datos de tiempo de reproducción proporcionados por los servicios de streaming.  pero también hay algunas otras listas de categorías variadas. Algunas de ellas son, por ejemplo:

### Europa
- Promusicae (España)
- UK Singles Chart (Reino Unido)
- FIMI Singles Chart [6] (Italia)
- Musica e Dischi [7] (Italia)
- Listas de GfK Entertainment (Alemania)
- Lista del Syndicat National de l'Édition Phonographique (Francia)
- Ultratop (Bélgica)
- Nederlandse Top 40 (Países Bajos)
- Mega Top 50 (Países Bajos)
- Ö3 Austria Top 40 (Austria)
- Top Oficial da AFP [8] (Portugal)
- Sverigetopplistan (Suecia)
- EURO 200 (European Union singles chart) [9]

### América del Norte
- Billboard Hot 100 (Estados Unidos de América)
- Hot Country Songs (Estados Unidos de América)
- Mainstream Top 40 (Estados Unidos de América)
- Alternative Airplay (Estados Unidos de América)
- Cash Box (Estados Unidos de América)
- Canadian Hot 100 (Canadá)
- Canadian Albums Chart (Canadá)

### Australia
- ARIA Charts

## Términos específicos
Han surgido los siguientes términos en relación con los hit parades:
- La ubicación en las listas es el rango numérico actual y más alto que una pista de música podría alcanzar.
- Top Ten (también: Top 10 ), Top Twenty o Hot 100 , etc. son anglicismos para referirse al alcance numérico de un hit parade y también para la ubicación de una canción dentro de este agregado.
- Las nuevas entradas o recién llegados son títulos musicales que aparecen en un hit parade actual por primera vez después de su lanzamiento oficial. En muchas listas de cartas impresas están marcadas de forma destacada con la nota "NUEVO". Los títulos que se ubicaron fuera del rango considerado en listas anteriores también se denominan nuevas entradas en el top 10 si ocuparon una posición superior a 10 en la semana anterior.
- Las estrellas en ascenso son títulos que han mejorado en listas consecutivas en comparación con la clasificación de la semana anterior. Esto se puede ver en muchas listas de resultados de una columna con la ubicación de la semana anterior. Del mismo modo, las canciones que bajan en el ranking en comparación con la semana anterior se denominan relegadas . Líderes de la semana y perdedores de la semana son títulos que muestran el mayor cambio.
- Los reingresantes son títulos musicales que ya figuraban en una lista, volvieron a salir de ella y ahora aparecen nuevamente como nuevas entradas.
- Hit es un título musical que ha alcanzado una de las primeras posiciones en un hit parade. Dependiendo del grado de éxito de la colocación, se le conoce coloquialmente como “superéxito”, “máximo éxito” o “megaéxito”.
- El éxito número uno o mayor éxito describe un título musical que ocupó el primer lugar en un hit parade dentro de un período de evaluación.
- Un chart breaker o chart topper es una canción o un artista que debuta en una de las primeras posiciones de las listas o puede mejorar enormemente su clasificación en comparación con la semana anterior. Cuando se entra directamente en una lista de resultados en primer lugar, también se habla de “de cero a uno”.
- Una maravilla de un solo éxito (One-hit wonder) es cuando la canción de un artista alcanza la cima de las listas, pero no le siguen más éxitos.
- Los favoritos de larga data se denominan coloquialmente títulos o álbumes musicales que ocupan el primer lugar en una lista de listas durante un período de tiempo más largo. Por otro lado, también se denominan “éxitos de larga duración” a títulos o álbumes que, por lo general, pueden permanecer en una lista de éxitos durante mucho tiempo.
- Los éxitos cruzados son títulos musicales que se pueden asignar a un género musical específico y se colocan simultáneamente en al menos dos listas de éxitos separadas por género musical. En 1955, Ain't That a Shame de Fats Domino no sólo era el número uno en las listas de rhythm and blues, sino también el número 9 en las listas de pop de Estados Unidos.

## Éxito número uno
Una canción o un álbum se convierte en un éxito número uno si ha ocupado el primer lugar en un hit parade en particular durante al menos una semana. Por ello goza de un estatus especialmente destacado en las listas de éxitos. Este atributo puramente estadístico es de particular importancia porque teóricamente sólo puede haber 52 números uno al año, mientras que en 2012 se publicaron en Alemania un total de 6.698 títulos individuales.  Esto significa que la probabilidad de que un sencillo se convierta en un éxito número uno es sólo del 0,8% por título. Esta probabilidad disminuye/aumenta tanto con el aumento/disminución de nuevos lanzamientos como con el tiempo que un éxito permanece en el primer puesto.
Por ejemplo en Alemania sólo siete títulos musicales diferentes ocuparon los primeros lugares durante todo el año 1959, mientras que en 2003 hubo 25 canciones. Los éxitos número uno son importantes para la industria musical, así como para los medios y los consumidores. La industria musical celebra el primer puesto en un hit parade como un éxito especial y se centra más en el artista en cuestión que en otros artistas que no tienen este estatus. Para los artistas, el estatus de primer puesto se considera un símbolo externo de estrellato , las emisoras de radio favorecen el primer puesto con una difusión más intensa y los consumidores suelen basar sus decisiones de compra en los éxitos número uno. Un éxito número uno también puede asociarse a la posibilidad de convertirse en un éxito de ventas (millones de ventas), aunque esto no es automático.

## Comentarios y controversias en Francia
En Francia, además del Top 50, ranking oficial que mide las ventas físicas y digitales, existen otros rankings según criterios basados, ya sea de un género musical específico o general, en relación con el gusto del público (Hit-Parade (RTL)) o la de DJs (Club 40). Además de las clasificaciones, también se celebran entregas anuales de premios musicales como les victoires de la musique.
En Francia, la mayoría de los rankings difundidos por la emisión Virgin 17, que estuvo en emisión de 2008 a 2010,  eran irreales Se trataba de clasificaciones con fines promocionales y no reflejaban las ventas reales de sencillos. Las clasificaciones eran un resumen de las ventas en Francia, Europa y Estados Unidos, los votos y las reacciones de los espectadores. Resulta que se había adoptado una escala de lugares según la nacionalidad de los títulos: se trataba de orientarse en las retransmisiones de los clips.
Aparte de Hit France, US 15 y UK 15, los 15 primeros se establecían alternando canciones francesas e internacionales, excepto en los puestos 11-10 o 9-8 donde había dos franceses consecutivos, lo que hipotéticamente significaba que los 15 primeros incluían a 8 franceses y 7 internacionales: se trataba de respetar la cuota de programación musical francesa fijada en un mínimo del 40% en cada emisión. (y sobre todo porque Virgin 17 era un canal francés). El mismo problema ocurrió en Hip Hop 50 donde, de los 13 lugares habilitados para la retransmisión completa de clips, 7 eran franceses y 6 internacionales con nacionalidades alternas (excepto entre los lugares 21 y 16, donde había dos clips franceses retransmitidos íntegramente). .
La lista Rock 15 era un caso especial porque los títulos de rock francés son cada vez más escasos. Por eso había más títulos internacionales (8) que franceses (7).
La mayor parte del tiempo, el número uno era internacional y con mayor frecuencia estadounidense, porque un artista estadounidense vende álbumes y sencillos en todo el mundo y tiene más fans que un artista francés. En consecuencia, en la difusión de los clips a través de las retransmisiones, el nº 2 será francés, el nº 3 internacional, el nº 4 francés, el nº 5 internacional.
En cuanto a la evolución de las clasificaciones, no era raro que los programadores, especialmente en el Hip Hop 50, hicieran caer fuertemente algunos títulos importantes del momento, y favorecieran a otros subiéndolos. Depende, en primer lugar, de los gustos de su público, que es el único que toma las decisiones. Por determinadas razones, en particular las cuotas de música francesa o europea, las clasificaciones tuvieron que adaptarse en ocasiones. Así, el N° 1 podría a veces convertirse en francés (porque un título francés tenía más potencial que los títulos internacionales, o para cambiar el N° 1 internacional), los lugares de las nacionalidades de los títulos podrían invertirse.